# Кутлерская мечеть
Кутлерская мечеть (Кутлер-махалле, Кебир-Куртлер) — мечеть в селе Соколином Бахчисарайского района Крыма, построенная в 1791 году. В советское время здание использовалось в качестве склада.

## История
Мечеть расположена в селе Соколиное (до депортации крымских татар населённый пункт носил название Коккоз) в местности известной как Кутлер-махаллеси. Согласно списку мечетей от 1 мая 1890 года в селе Коккоз существовала пятивременная мечеть Кебир-куртлер, построенная в 1791 году Абсеутом Меджит-оглу.
По предположению научного сотрудника Шукри Сейтумерова мечеть была перестроена в середине или во второй половине XIX века. С 1930 года здание мечети использовалось как склад. До 1997 года, когда мечеть была передана в пользование мусульманской общине, здание являлось сезонным общежитием для трудящихся в летний период.
Постановлением Совета министров Крыма от 14 декабря 1992 года Кутлерская мечеть была признана памятником архитектуры. Законом Украины от 23 сентября 2008 года мечеть была отнесена к числу памятников культурного наследия, не подлежащих приватизации. После аннексии Крыма Россией, постановлением Совета министров Республики Крым от 20 декабря 2016 года, здание было признанно объектом культурного наследия России регионального значения как памятник градостроительства и архитектуры.
Кроме Кутлерской мечети на территории Соколиного находятся ещё две мусульманские святыни — Булгаковская и Юсуповская мечети. При этом ранее на территории села было пять мечетей.

## Архитектура
Одноэтажное каменное здание мечети сложено из камня, прямоугольное в плане (16 на 8,7 метра), зального типа. Мечеть выстроена на пересечённой местности. Ранее рядом с мечетью имелся минарет из мраморовидного известняка не сохранившийся до наших дней. Остатки минарета находятся у северо-западного угла мечети.
Высота мечети составляет пять метров. Стены сложены из камня-известняка полигональной кладкой. По два окна в мечети расположены на западной, южной и восточной сторонах. Вход в мечеть находится на северной стороне. На северо-восточном углу имеется доска с хронограммой на арабском, однако из-за повреждения расшифровать текст на ней не представляется возможным.
Крыша выстлана шифером, который заменил пришедшую в негодность старую черепицу.

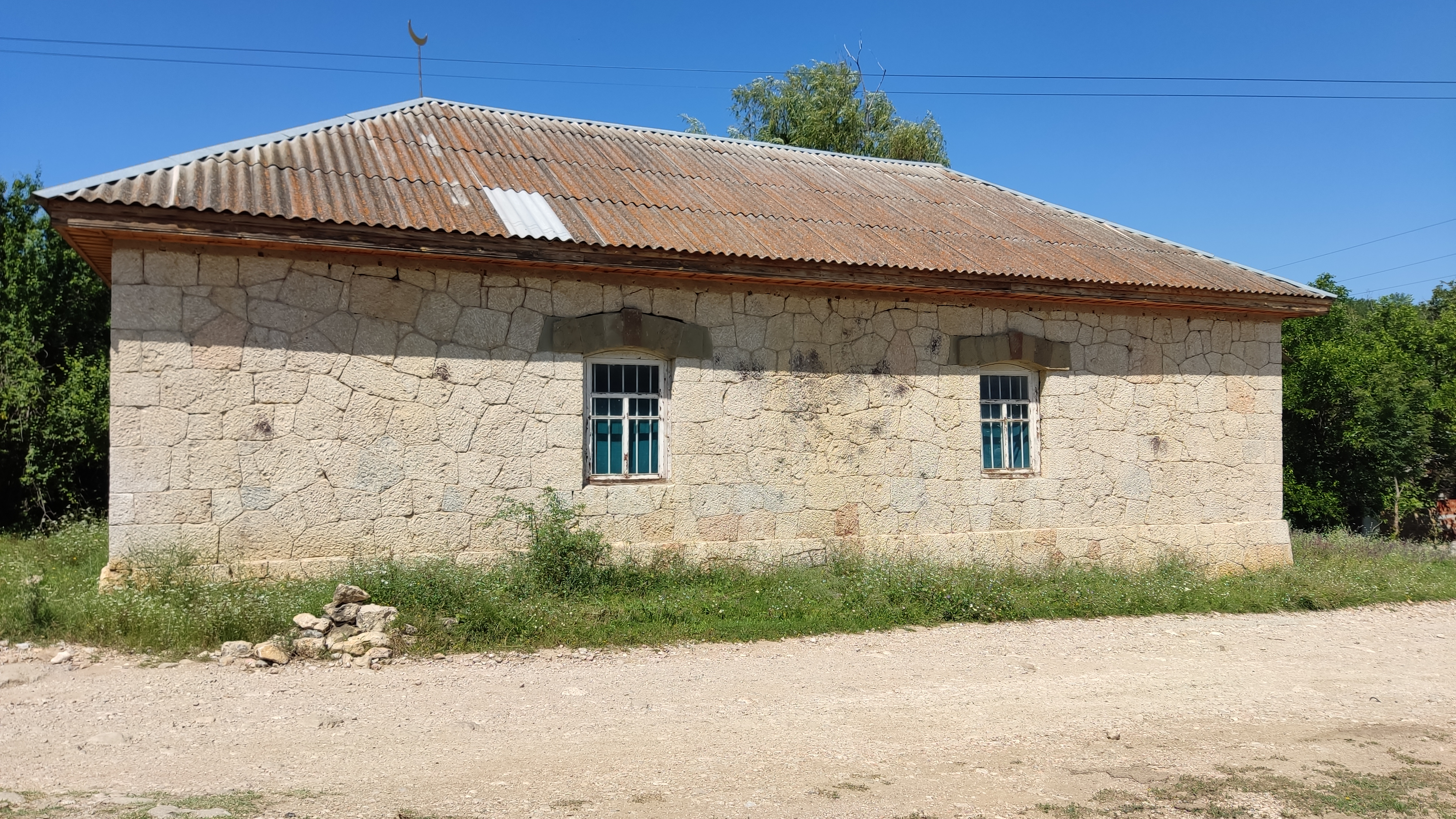
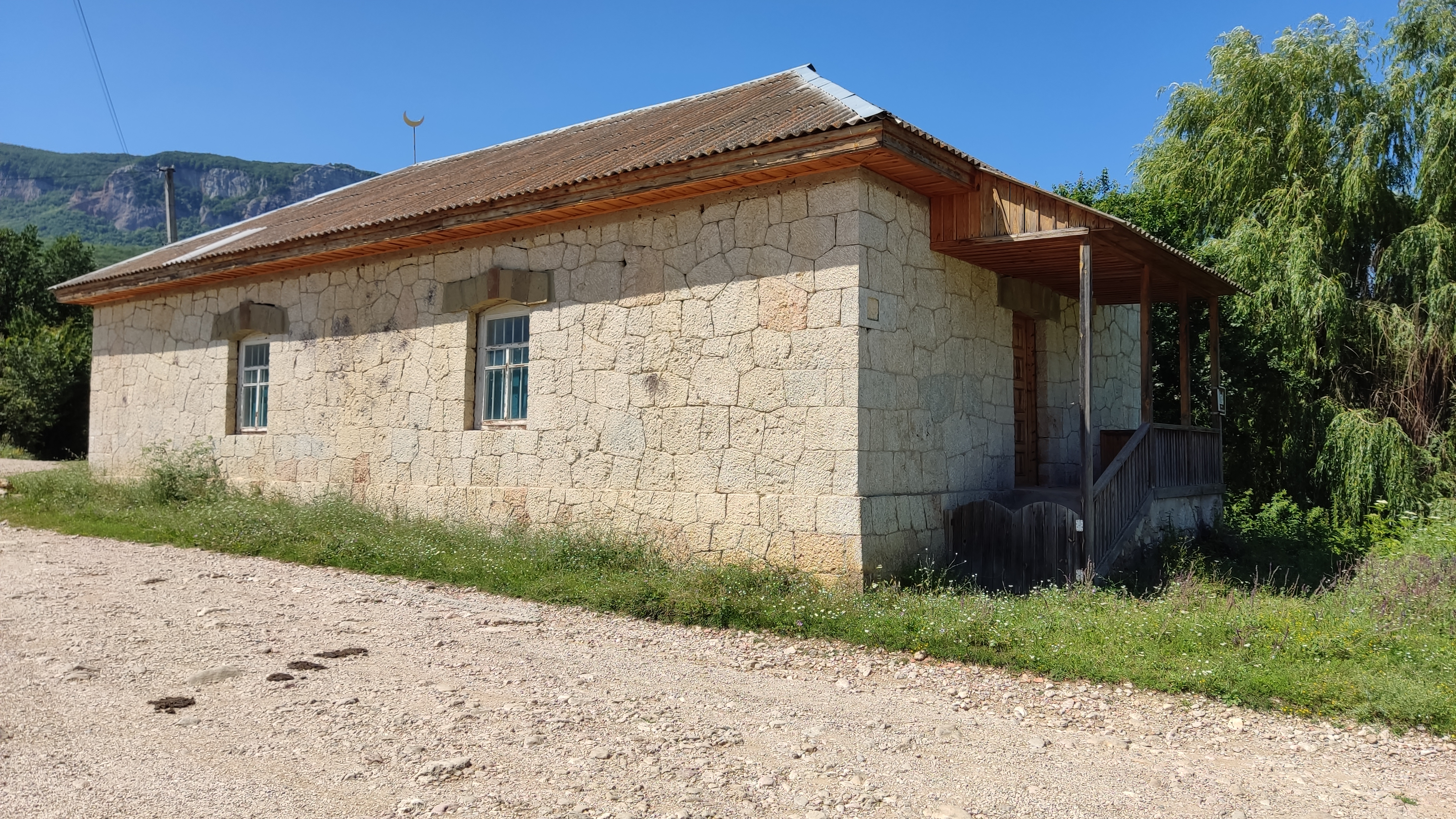
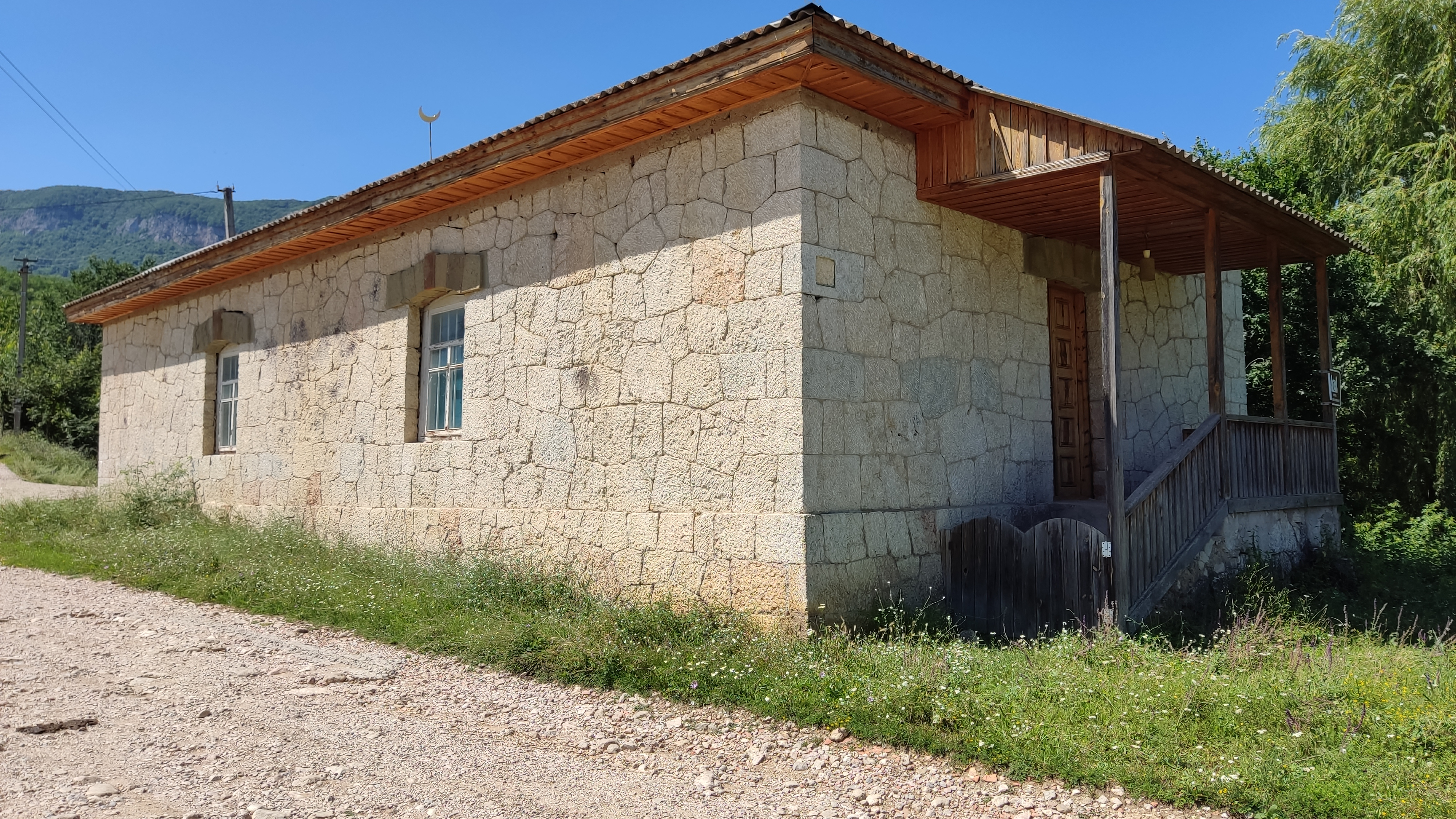